# مآلات الأفعال
النظر في مآلات الأفعال هي قاعدة كبيرة في الفقه الإسلامي، ومفادها أنه على المكلَّف أن يُقدر العواقب بل وحتى على المفتي أن يقدر عواقب فتواه للمستفتي.
لهذه القاعدة تطبيقات كثيرة في السُنَّة مثل امتناع الرسول عن قتال المنافقين فعن جَأبِرَ بْنَ عَبْدِ اللَّهِ أن عُمَراً َقَالَ يَا رَسُولَ اللَّهِ دَعْنِي أَضْرِبْ عُنُقَ عبد الله بن أبي المنافق فَقَالَ النَّبِيُّ:«دَعْهُ لا يَتَحَدَّثُ النَّاسُ أَنَّ مُحَمَّدًا يَقْتُلُ أَصْحَابَهُ» وهذا نظر إلى المآل. وكذلك على الإنسان أن يكون قصده في أي عمل هو إرضاء الله.